# Фиола, Кристофер
Кристофер Фиола (англ. Christopher Fiola; род. 22 сентября 1996 года, Монреаль, Канада) — канадский конькобежец, чемпион мира в командном спринте, 2-кратный призёр чемпионата Канады.

## Биография
Кристофер Фиола начал играть в хоккей с шайбой в 3 года, а заниматься конькобежным спортом в возрасте 4-х лет в своём родном городе. Изначально он занимался шорт-треком, а в 14 лет занялся ещё катанием на роликах. В 2012 году Кристофер сломал правую ногу во время соревнований по шорт-треку и после выздоровления сломал левую ногу, участвуя в марафоне на роликовых коньках. Из-за травм выбыл из строя на год. В 2013 году, после возвращения на лёд Фиола переключился на конькобежный спорт.
В 2014 году он впервые участвовал на юниорском чемпионате Канады, а в 2015 году стал чемпионом в комбинации спринта, вторым в классическом многоборье и дебютировал на чемпионате мира среди юниоров. Через год выиграл серебряные медали на чемпионате мира среди юниоров в масс-старте, командной гонке и на дистанции 500 м. В сезоне 2016/17 дебютировал на Кубке мира и сразу же на этапе в Нагано выиграл с партнёрами золото в командной гонке и серебро в Херенвене.
В конце 2017 года Фиола пытался пройти квалификацию в масс-старте на олимпиаду в Корее, и не смог занять высокие места, после чего решил попасть на игры на своей коронной дистанции 500 м, но было уже поздно. В сезоне 2018/19 впервые стал серебряным призёром на чемпионате Канады в забеге на 500 м, а с командой на Кубке мира в Обихиро и Томакомай занял дважды 3-е места в командном спринте. В том же году впервые участвовал на спринтерском чемпионате мира в Херенвене и на индивидуальном чемпионате мира в Инцелле, где занял соответственно 19-е место в многоборье и 23-е место в забеге на 500 м.
В сезоне 2021/22 Фиола занял 4-е место в забеге на 500 м на чемпионате четырёх континентов в Калгари, а в сезоне 2022/23 выиграл командный спринт на чемпионате четырёх континентов в Квебеке и на чемпионате мира на отдельных дистанциях в Херенвене. Также занял 3-е место в забеге на 500 м на чемпионате Канады и в командном спринте на Кубке мира в Калгари.

## Личная жизнь
Кристофер Фиола в 2016-2017 годах изучал компьютерные науки в Университете Атабаски. В 2021 году получил сертификат компьютерных наук в Университете Лаваля. Работал с 2018 по 2021 год неполный рабочий день в технической поддержке страховой компании. Любит играть на гитаре, рыбачить и снимать видео с соревновании. В 2016 году у него украли медали, завоёванные на чемпионате мира среди юниоров в доме его родителей.